# Bonatea undilinea
Bonatea undilinea là một loài bướm đêm trong họ Geometridae.